# Jonathan Cochet
Jonathan Cochet (Alençon, 4 januari 1977) is een Franse autocoureur. In 2000 won hij de Grand Prix de Pau, de Masters of Formula 3 en was hij kampioen in het Franse Formule 3-kampioenschap. Hij was in 2006 testrijder bij het Formule 1-team van Renault en reed in 2008 2 races in de A1GP voor A1 Team Frankrijk.

## A1GP resultaten
| Jaar    | Inschrijving      | 1       | 2       | 3       | 4       | 5       | 6       | 7       | 8       | 9       | 10      | 11      | 12      | 13      | 14      | 15         | 16         | 17      | 18      | 19      | 20      | Rang | Punten |
| ------- | ----------------- | ------- | ------- | ------- | ------- | ------- | ------- | ------- | ------- | ------- | ------- | ------- | ------- | ------- | ------- | ---------- | ---------- | ------- | ------- | ------- | ------- | ---- | ------ |
| 2007-08 | A1 Team Frankrijk | NED SPR | NED FEA | CZE SPR | CZE FEA | MAL SPR | MAL FEA | ZHU SPR | ZHU FEA | NZL SPR | NZL FEA | AUS SPR | AUS FEA | RSA SPR | RSA FEA | MEX SPR 12 | MEX FEA 13 | SHA SPR | SHA FEA | GBR SPR | GBR FEA | 4    | 118    |